# Мавутор, Дэвид
Дэвид Мавутор (англ. David Mawutor; род. 12 апреля 1992, Аккра) — ганско-таджикистанский футболист, полузащитник.

## Карьера
Футбольную карьеру начал в 2007 году в составе клуба «Зайворд».
6 марта 2013 года Мавутор дебютировал в Кубке АФК за «Равшан» в матче против «Аль-Рамты», в котором потерпел поражение со счётом 0:1.
В 2013 году стал игроком таджикистанского клуба «Равшан».
В 2014 году подписал контракт с клубом «Истиклол» Душанбе, за который провел 44 матча в Чемпионате Таджикистана.
В 2018 году перешёл в казахстанский клуб «Жетысу».

## Достижения
«Шахтёр» Караганда
- Финалист Кубка Казахстана: 2021

## Клубная статистика
| Игровая карьера | Игровая карьера | Игровая карьера | Лига | Лига | Кубок | Кубок | Межд. | Межд. | Др. | Др. |
| --------------- | --------------- | --------------- | ---- | ---- | ----- | ----- | ----- | ----- | --- | --- |
| 2020/21         | Висла (Краков)  | A               | 7    | 0    | —     | —     | —     | —     | —   | —   |
| 2021            | Шахтёр          | A               | 3    | 1    | 6     | 1     | 6     | 0     | —   | —   |
| 2022            | Негери-Сембилан | A               | 4    | 0    | —     | —     | —     | —     | —   | —   |
| 2023            | Аксу            | A               | 7    | 0    | —     | —     | —     | —     | —   | —   |